# Francesco Domenico Guerrazzi

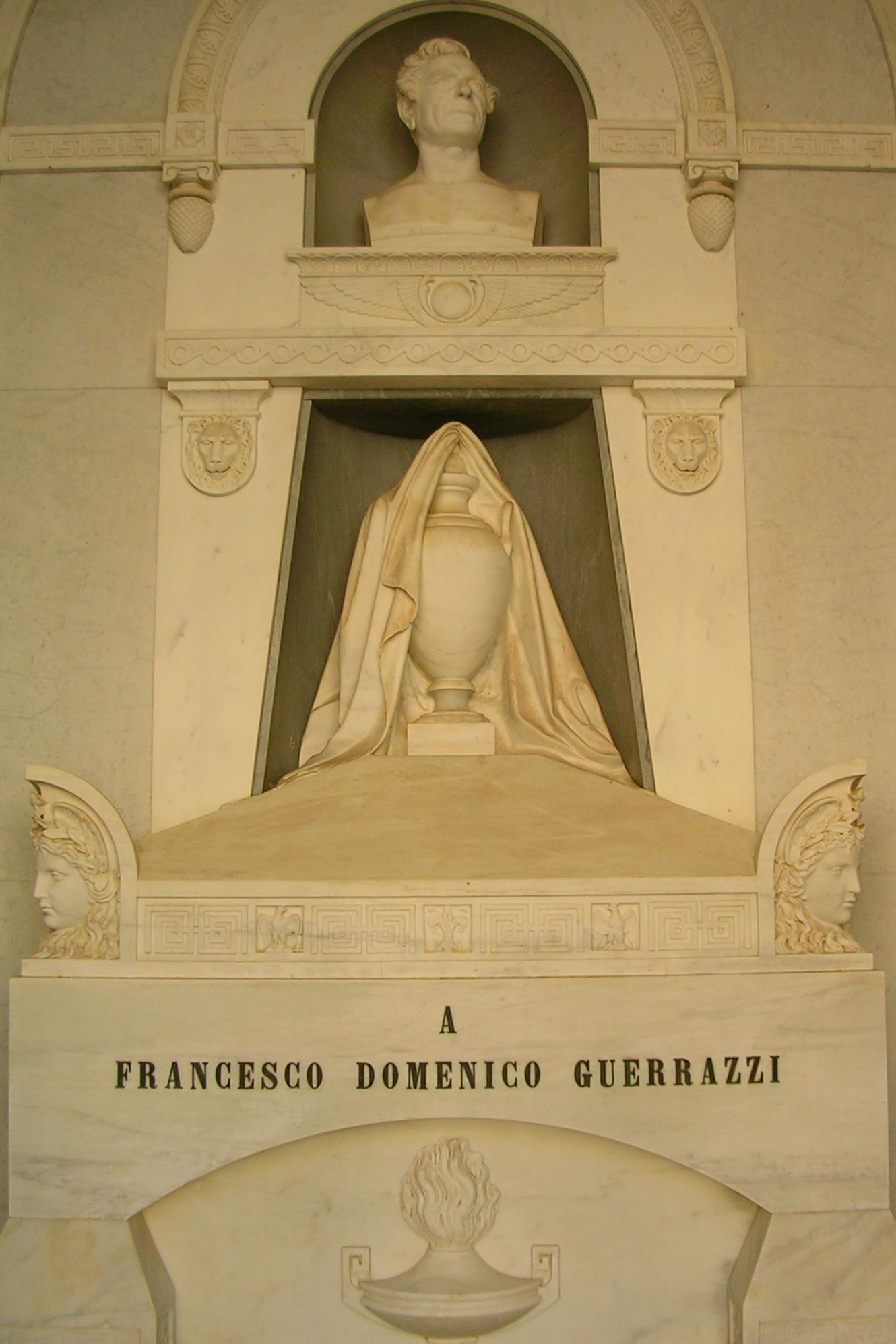
Monument funéraire de Guerrazzi Livourne

Francesco Domenico Guerrazzi (né à Livourne le 12 août 1804, mort à Cecina le 23 septembre 1873) est un avocat, un homme politique et un écrivain italien du XIXe siècle, qui a participé au Risorgimento.

## Biographie
En 1824 Francesco Guerrazzi obtient un diplôme en droit à l'Université de Pise et commence à exercer la profession d'avocat à Livourne qu'il laisse rapidement pour se dédier à la politique et la littérature. Influencé par Byron, il écrit les Stanze en 1825 et un roman La battaglia di Benevento en 1827 qui le rend célèbre.
Guerrazzi devient un ami de Giuseppe Mazzini et avec lui et Carlo Bini, en janvier 1829 il fonde le quotidien Indicatore livornese dont il est directeur. La publication du journal est arrêtée sur injonction des autorités du Grand-duc de Toscane en février 1830, après seulement 48 numéros. Guerrazzi est banni à Montepulciano pour six mois en raison d'une oraison en mémoire de Cosimo Del Fante. Pendant son exil, il commence à écrire son roman historique L'assedio di Firenze. En raison de son activisme dans Giovine Italia, il est emprisonné plusieurs fois, en 1833 trois mois dans le fort de Portoferraio. 

En 1845 il compose l'Isabella Orsini.

### Dictateur de Toscane
En 1848 il devient ministre du gouvernement toscan et essaie d'exercer une certaine influence profitant des difficultés du Grand-duc. Le 8 février 1849, après le fuite du Grand-duc Léopold II, Guerrazzi forme un triumvirat avec Giuseppe Mazzoni et Giuseppe Montanelli, puis le 27 mars il est nommé dictateur. À la restauration du gouvernement ducal, il refuse de s'enfuir et est condamné à 15 ans de prison. Au cours de ces années, il écrit son autodéfense intitulée Apologia, publiée en 1852.

### Exil et élection au parlement italien
Après trois ans, sa peine est commuée en exil en Corse.
En 1853 il rejoint Gênes, accueilli par le gouvernement libéral de Cavour, où il réside jusqu'en 1862. Il y écrit le roman Beatrice Cenci en 1854.
De 1862 à 1870 il est député du royaume d'Italie.
Ses lettres sont recueillies et publiées par Giosuè Carducci en 1880.

## Publications
- Apologia della vita politica di F.-D. Guerrazzi scritta da lui medesimo, Firenze, Le Monnier, 1851.
- La battaglia di Benevento, Firenze Le Monnier, 1827. (Testo completo su Project Gutenberg.)
- L'assedio di Firenze, Milano, M. Guigoni, 1836.
- Il marchese di Santa Prassede, ovvero la vendetta paterna, Pisa, Pucci, 1853.
- Beatrice Cenci, Tip. Vannucchi, Pisa, 1854. (Texte complet su Project Gutenberg.)
- La torre di Nonza, Milano, Sonzogno 1857.
- Pasquale Sottocorno. Memoria, Torino, Tipografia Economica, 1857.
- Pasquale Paoli ossia la Rotta di Pontenuovo. Racconto Corso del Secolo XVIII, Milano e Torino, M. Guigoni, 1860.
- Storia di un moscone, Milano, M. Guigoni, 1868.
- Pasquale Paoli ou la déroute de Pontenovu. Roman corse du XVIIIe siècle, (trad. Petr'Antò Scolca), Ajaccio, Albiana, 2012
- L'assedio di Roma, Tip. A. B. Zecchini, Livorno, 1864. (Testo Completo su Project Gutenberg.)
- Isabella Orsini, duchessa di Bracciano, Firenze, Le Monnier, 1888.
- L'asino: sogno, Torino, 1858. (Texte complet, en format Pdf.)